# Бой при Демиркапийска Клисура
Боят при Клисура или Боят при Клисурска Яворница е сражение между сдружените чети на Вътрешната македоно-одринска революционна организация, начело с Аргир Манасиев и Сава Михайлов срещу османски аскер, станало на 24 август 1903 година, по време на Илинденско-Преображенското въстание, при демиркапийското село Клисура.

## Бой
След успешния атентат при Гевгели на 28 юли 1903 година, през втората половина на август четите на Манасиев и Михайлов тръгват на север да разрушат железопътния мост при Демир Капия. Предадени са над село Клисура от кръчмар влах и срещу тях настъпват 800 души войска. Въпреки възможността да с оттеглят, по настояване на четниците войводите приемат боя. Сражението е тежко и продължава няколко часа, като въстаниците успяват да отблъснат с бомби няколко атаки на войската, след което правят пробив и се оттеглят.
Османците дават 30 убити. Загиват осем четници и двама са ранени. Загиналите са Христо Митренцев от Гевгели, Тошо Иванов Гачев от Враца, фелдфебел от Българската войска, Митко Савов и Панде Маркудов от Мачуково, Петър Яраджиев от Баялци, Милан Балджиев от Гевгели, Юрдан Дамев (Каранджулов) от Прилеп и един четник от Кукушко. Ранени са Димитър Г. Динев и Тодор Иванов от Сирминин.